# Jacques-André Naigeon
Jacques-André Naigeon (Paris, 15 de julho de 1738 — Paris, 28 de fevereiro de 1810) foi um artista, editor, literário e filósofo francês. Ficou conhecido por suas contribuições à Encyclopédie, editada por Denis Diderot e Jean d'Alembert, e por retrabalhar os manuscritos de Diderot e Paul-Henri Thiry, o Barão d'Holbach. Assim como seus contemporâneos Diderot, d'Alembert e d'Holbach, Naigeon era ateu materialista. Como tal, escreveu artigos que atacavam indiretamente o Cristianismo e, durante a Revolução Francesa, militou pela separação Igreja-Estado e pela limitação do poder da monarquia, ainda que não aceitasse a democracia. Foi condecorado com a Legião de Honra e nomeado ao Institut de France em 1795, onde tornou-se presidente das classes de língua e literatura francesas em 1807.

## Trabalhos
- Les Chinois, uma comédia escrita com Charles Simon Favart (1756)
- Le Militaire philosophe ou, Difficultés sur la religion proposées au R.P. Malebranche (Londres e Amsterdã, 1768)
- Éloge de La Fontaine (1775)
- Adresse à l'Assemblée nationale sur la liberté des opinions (1790)
- Dictionnaire de philosophie ancienne et moderne, 3 volumes (1791-1794)
- Mémoire sur la vie et les œuvres de Diderot (1821)